# Majandra Delfino
Majandra Delfino, all'anagrafe Maria Alejandra Delfino (Caracas, 20 febbraio 1981), è un'attrice e cantante statunitense di origine venezuelana.

## Biografia
Delfino nasce a Caracas, in Venezuela, il 20 febbraio del 1981 da padre venezuelano di origine italiana e da madre cubana. È principalmente nota per il ruolo di Maria DeLuca nella serie TV Roswell.
Il nome d'arte deriva da una storpiatura del suo nome completo, Maria Alejandra, da parte della sorella maggiore Marieh.
Il 18 marzo 2011 ha sposato l'attore David Walton a Miami  e la coppia ha avuto una figlia nel 2012 e un figlio nel 2013 .
Majandra è sempre stata più cantante che attrice, e dalla fine di Roswell, si è ributtata nella musica, pubblicando nel 2003 l'album The Sicks, acclamato dalla critica, con la sua etichetta indipendente, senza promozione per radio o TV. Inoltre nel 2007 pubblica l'album Tarte.

## Filmografia

### Cinema
- Zeus e Roxanne - Amici per la pinna (Zeus and Roxanne), regia di George T. Miller (1997)
- The Secret Life of Girls, regia di Holly Goldberg Sloan (1999)
- Shriek - Hai impegni per venerdì 17? (Shriek If You Know What I Did Last Friday the Thirteenth), regia di John Blanchard (2000)
- Traffic, regia di Steven Soderbergh (2000)
- Alla ricerca del successo (The Learning Curve), regia di Eric Schwab (2001)
- R.S.V.P., regia di Mark Anthony Galluzzo (2002)
- Reeseville, regia di Christian Otjen (2003)
- Non bussare alla mia porta (Don't Come Knocking), regia di Wim Wenders (2005)
- State's Evidence, regia di Benjamin Louis (2006)
- Heidi 4 Paws, regia di Holly Goldberg Sloan (2008)
- Tre all'improvviso (Life as We Know It), regia di Greg Berlanti (2010)

### Televisione
- The Tony Danza Show, ruolo: Tina DiMeo (1997-1998) episodio 14
- Katie Joplin, ruolo: Sara Shotz (1999) episodio 7
- Roswell - serie TV, ruolo: Maria DeLuca, 61 episodi (1999-2002)
- Celeste in the City – film TV (2004)
- Help Me Help You, ruolo: Lucy (2006) episodio 2
- Three Moons Over Wilford, ruolo: Grace Wochuck episodio pilota (2006) serie cancellata
- Ultra, ruolo: Suzette (2006) episodio 6
- Quarterlife, ruolo: Vanessa (2008) episodio 5
- Rete di bugie – film TV (2009)
- State of Georgia, ruolo: Jo Pye  (2011) episodio 14
- The Office , ruolo: Fannie Schrute stagione 9
- I miei peggiori amici (Friends with Better Lives) - serie TV, 13 episodi (2014)

## Doppiatrici italiane
- Federica De Bortoli in Roswell
- Domitilla D'Amico in Shriek - Hai impegni per venerdì 17?
- Eleonora De Angelis in Traffic
- Perla Liberatori in I miei peggiori amici

## Discografia
- The Sicks (EP) (2001), Dripfeed
- Le Prince Bleu D'Arthelius 2003, (CD Singolo duetta con RoBERT)
- Tarte (2007), Red Velvet Cake Records